# Wioletta Luberecka
Wioletta Luberecka, po mężu Hammershaug (ur. 6 kwietnia 1967 w Elblągu) – polska piłkarka ręczna, występująca na pozycji rozgrywającej, reprezentantka Polski, dziewięciokrotna mistrzyni Polski z Montexem Lublin.

## Życiorys
Karierę sportową rozpoczęła w Starcie Elbląg, w którym występowała w latach 1985–1990. Następnie grała w klubach norweskich: Sverresborg Idrettsforening (1990–1991), Faaberg (1991–1994) i Drammen (1995). Od 1995 do 2004 reprezentowała barwy Montexu Lublin, zdobywając dziewięć tytułów mistrza Polski z rzędu (1995–2003), wicemistrzostwo Polski (2004) oraz Puchar EHC (2001). Ta ostatnia wygrana to największy sukces w historii polskiej klubowej kobiecej piłki ręcznej na arenie międzynarodowej. W latach 1999–2004 była kapitanem lubelskiej drużyny.
W 1985 zdobyła brązowy medal młodzieżowych mistrzostw świata. W reprezentacji Polski seniorek debiutowała 29 stycznia 1986 w towarzyskim spotkaniu z Holandią. Wystąpiła na mistrzostwach świata grupy B w 1989 (6 miejsce) oraz mistrzostwach świata grupy A w 1990 (9 miejsce). Ostatni raz zagrała w biało-czerwonych barwach 1 czerwca 2003 w meczu eliminacji mistrzostw Europy z Hiszpanią. W reprezentacji Polski zagrała łącznie w 136 spotkaniach, zdobywając 428 bramek.
W 2000 i 2001 wygrywała Plebiscyt Kuriera Lubelskiego na najlepszego sportowca Lubelszczyzny.
Po zakończeniu kariery piłkarskiej zamieszkała w Norwegii.